# Gravity (album)
Gravity is het derde studio-album van saxofonist Kenny G. Het werd uitgebracht door BMG in 1985 en bereikte nummer 13 op de Billboard Jazz Albums chart, nummer 37 op de R & B / Hip-Hop Albums chart en nummer 97 op de Billboard 200.

## Tracks
1. "Love On The Rise" (Ft. Kashif) - 4:19
2. "One Man Poison (Another Man's Sweetness)" - 4:18
3. "Where Do We Take It (From Here)"- 4:37
4. "One Night Stand" - 5:01
5. "Japan" - 4:22
6. "Sax Attack" - 5:03
7. "Virgin Island" (Kenny G) - 4:00
8. "Gravity" - 3:13
9. "Last Night of the Year" (Kenny G) - 2:43